# High Fidelity (Film)
High Fidelity ist eine Filmkomödie basierend auf dem gleichnamigen Buch von Nick Hornby. Rob Gordon, der Besitzer eines Plattenladens, dargestellt von John Cusack, geht seine verflossenen Top-Five-Freundinnen noch einmal durch und kommt zu dem Ergebnis, dass nur Laura, seine letzte Freundin, die ihn verlassen hat, ihm wirklich etwas bedeutet. Die junge Frau ist jedoch mittlerweile anderweitig gebunden.

## Handlung
Rob Gordon, Besitzer eines Plattenladens in Chicago, erzählt seine Lebens- und vor allem Liebesgeschichte – im Monolog direkt in die Kamera an den Zuschauer gewandt. So resümiert er etwa seine „Top Five in die Brüche gegangener Beziehungen“, Alison Ashmore, Penny Hardwick, Jacky Alden, Charlie Nicholson, Sarah Kendrew, angesichts seiner soeben zu Bruch gegangenen Beziehung mit Laura, einer wohlsituierten Rechtsanwältin. Während seines Rückblickes sieht man ihn bei der nahezu beiläufigen Bewältigung seines von ihm anscheinend wenig geliebten Alltags. Er besucht wie üblich seinen Plattenladen und wohnt den ewigen Eskapaden seiner beiden Kumpane und Angestellten Dick und Barry bei, zweier vollkommen gegensätzlicher Charaktere. Während es sich bei Dick um einen verschüchterten, stillen Menschen handelt, ist Barry ein selbstgerechter Choleriker. Das Trio verbindet jedoch seine Liebe zur Musik. Dennoch läuft der Plattenladen schlecht und Rob ist von seinen Lebensumständen und seinem Liebesleben zunehmend genervt. Einziger Lichtblick ist zunächst die Bekanntschaft mit der Sängerin Marie de Salle.
Tatsächlich hängt Rob mit seinem Herzen nach wie vor an Laura und rastet aus, als er erfährt, dass sie eine Beziehung mit Ian eingegangen ist, der vorher lange Zeit über dem zusammenwohnenden Paar gelebt hat. In kurzen Rückblenden wird Robs Beziehung zu Laura, die er in seiner Zeit als DJ kennenlernte, gezeigt.
Als er bei seinem Rückblick in eine Sinnkrise gerät, entschließt sich Rob, seine Top-Five-Verflossenen nochmals aufzusuchen, um die Ursachen seines Unglücks zu ergründen. Dabei stellt er fest, dass diese Frauen ihm nichts mehr bedeuten und nur noch Laura für ihn zählt. Nachdem Laura sich von ihrem neuen Freund getrennt hat und ihr Vater gestorben ist, kommen Rob und Laura tatsächlich wieder zusammen.
Auch geschäftlich läuft es zunehmend besser für Rob, sowohl in seinem Laden als auch in seinem neuen Zweitjob als Musikproduzent einer jungen Skate-Punk-Band. Als er dadurch jedoch eine hübsche Zeitschriftenredakteurin kennenlernt, gerät Rob ein weiteres Mal in Gefahr, die Beziehung durch einen Seitensprung aufs Spiel zu setzen. Er überwindet jedoch seine Fantasie und macht Laura stattdessen einen Heiratsantrag.

## Vergleich Buch/Film
Bei der Adaption wurden einige inhaltliche Änderungen vorgenommen.
- Die Geschichte von Rob Fleming (im Buch) spielt vollständig in England (London), während Rob Gordon (im Film) seine Erfahrungen in den USA (Chicago) gewinnt.
- Im Buch wird die Figur des introvertierten Dick folgendermaßen beschrieben: kräftiger Typ, Lederjacke und schwarze, lange, fettige Haare. Im Film scheinen diese Attribute dem extrovertierten Barry (Jack Black) zugeordnet zu sein. Dick hingegen ist dort ein glatzköpfiger „Normalo“, der einfache Klamotten trägt, wie zum Beispiel eine Sweatjacke. Im Buch wird Barrys Frisur nicht näher beschrieben.
- Die Sängerin Marie La Salle (im Buch) heißt im Film Marie De Salle und gibt auch kein Konzert in Robs Plattenladen, wie im Buch dargestellt. Ihr Bekannter T-Bone wird im Film nicht erwähnt.
- Im Buch erhält Rob die Möglichkeit, eine exquisite Plattensammlung zu erwerben, die von der betrogenen Ehefrau des Besitzers zum Schnäppchenpreis angeboten wird. Diese Szene wurde zwar für den Film produziert (mit Beverly D’Angelo als gehörnte Ehefrau), wurde jedoch aus der endgültigen Kinofassung herausgeschnitten.

## Synchronisation
Die deutsche Synchronfassung entstand bei der Berliner Synchron. Alexander Löwe schrieb das Dialogbuch und Torsten Sense führte Regie.
| Figur             | Darsteller             | Deutscher Sprecher       |
| ----------------- | ---------------------- | ------------------------ |
| Rob Gordon        | John Cusack            | Andreas Fröhlich         |
| Laura             | Iben Hjejle            | Katrin Fröhlich          |
| Dick              | Todd Louiso            | Simon Jäger              |
| Barry             | Jack Black             | Dietmar Wunder           |
| Marie de Salle    | Lisa Bonet             | Irina von Bentheim       |
| Charlie Nicholson | Catherine Zeta-Jones   | Claudia Urbschat-Mingues |
| Liz               | Joan Cusack            | Ulrike Möckel            |
| Ian "Ray" Raymond | Tim Robbins            | Tobias Meister           |
| Vince             | Chris Rehmann          | Marcel Collé             |
| Justin            | Ben Carr               | Julien Haggège           |
| Sarah Kendrew     | Lili Taylor            | Katrin Zimmermann        |
| Penny Hardwick    | Joelle Carter          | Ulrike Stürzbecher       |
| Caroline Fortis   | Natasha Gregson Wagner | Melanie Hinze            |

## Kritik
„Eine ironisch-kritische Komödie, die einen liebevollen Blick auf die Menschen und ihre Schwächen wirft. In Haupt- wie Nebenrollen hervorragend besetzt und grandios inszeniert, überzeugt der Film durch seine lebensbejahende Botschaft, die die in den Personen angelegten Fähigkeiten aufscheinen lässt.“

## Soundtrack
Der Soundtrack zum Film erschien 2000 auf Hollywood Records.
1. You’re Gonna Miss Me – The 13th Floor Elevators
2. Ev’rybody's Gonna Be Happy – The Kinks
3. I’m Wrong About Everything – John Wesley Harding
4. Oh! Sweet Nuthin’ – The Velvet Underground
5. Always See Your Face – Love
6. Most of the Time – Bob Dylan
7. Fallen for You – Sheila Nicholls
8. Dry the Rain – The Beta Band
9. Shipbuilding – Elvis Costello & The Attractions
10. Cold Blooded Old Times – Smog
11. Let’s Get It On – Barry Jive & The Uptown Five
12. Lo Boob Oscillator – Stereolab
13. Inside Game – Royal Trux
14. Who Loves the Sun – The Velvet Underground
15. I Believe (When I Fall In Love It Will Be Forever) – Stevie Wonder

## Nominierungen und Auszeichnungen
John Cusack erhielt 2001 eine Golden-Globe-Nominierung als bester Hauptdarsteller in der Kategorie Komödie oder Musical. Das Drehbuch von D.V. DeVincentis, Steve Pink, John Cusack und Scott Rosenberg erhielt eine Nominierung bei den BAFTA Awards.
Die Deutsche Film- und Medienbewertung FBW in Wiesbaden verlieh dem Film das Prädikat „besonders wertvoll“.